# Vicus und Miliarium von Aiton
Vicus und Miliarium von Aiton sind römerzeitliche archäologische Befunde und ein damit in Zusammenhang stehender Fund auf dem Gebiet der Gemeinde Aiton im siebenbürgischen Kreis Cluj in Rumänien. Im Altertum befand sich dort ein Vicus (Dorf), durch den die Fernstraße von Apulum über Potaissa nach Napoca führte. Das Miliarium (Meilenstein) markierte die Entfernung bis Potaissa, dem nächstgelegenen bedeutenderen Ort. Vermutlich befand sich in Aiton auch eine Mansio. Der antike Name des Ortes ist nicht bekannt.

## Vorrömische Besiedlung
Das Gebiet von Aiton lag in einer alten Siedlungskammer. Dort waren im Laufe der Zeit schon Befunde identifiziert und Fundmaterialien aus den verschiedensten vorgeschichtlichen Epochen geborgen worden:
- Neolithische Siedlung der Turdaş-Kultur (Vinča-Kultur, 5400–4600 v. u. Z.)
- Chalkolithische Siedlung der Tiszapolgár-Kultur (4500–4500 v. u. Z.)[1]
- Bronzezeitliche Siedlungen der
  - Coţofeni-Kultur (3500–2500 v. u. Z.)
  - Glina-Schneckenberg-Kultur (2600–2000 v. u. Z.)
  - Wietenberg-Kultur (2200–1500 v. u. Z.)
  - Otomani-Kultur (1750–1400 v. u. Z.)
- eisenzeitliche Siedlungen der
  - Hallstattzeit (800–450 v. u. Z.)
  - Latènezeit (450 v. u. Z. – Zeitenwende)[2]

## Vicus und Mansio

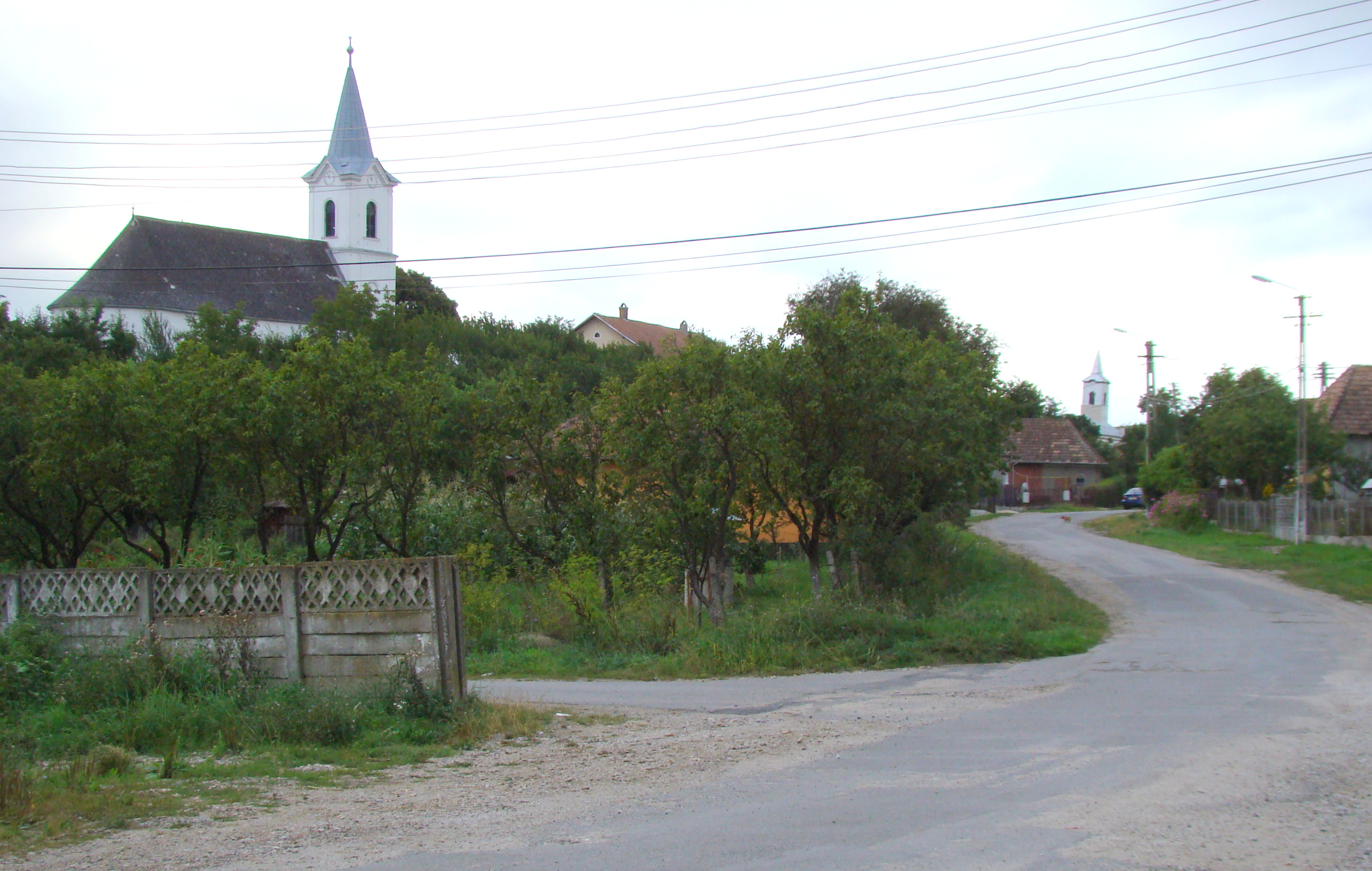
Bereich der Fundstelle 6

Untersuchungen im letzten Viertel des 20. Jahrhunderts und im 21. Jahrhundert zeigten, dass sich im Gebiet von Aiton in römischer Zeit wohl ein kleinerer ländliche Siedlungsschwerpunkt am südlichen, sowie ein weiterer mit einer vermutlichen Mansio (Herberge) am nördlichen Rand des heutigen Dorfes befunden haben.
Insgesamt konnten folgende römische Fundstellen auf dem Dorfgebiet lokalisiert werden:

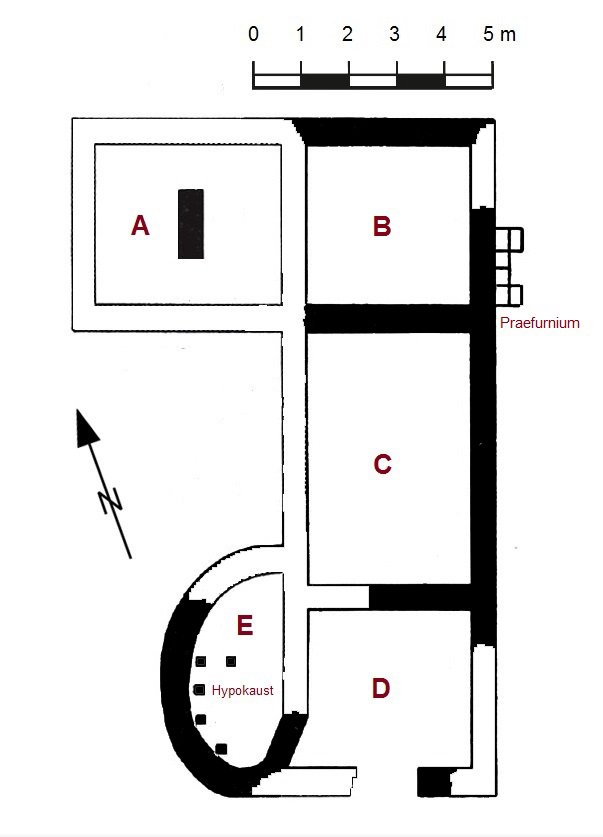
Schematischer Grundriss des Gebäudes B (1913)

- Nördlicher Dorfbereich:
  - Gebäude B (Mansio):[5]
Schon 1913 hatte Márton Roska am Nordrand des Dorfes in einer Podul de piatră (Steinbrücke) genannten Flur ein größeres fünfräumiges Gebäude mit L-förmigem Grundriss ausgegraben.[6] Einer der Räume (Raum E) hatte eine Apsis und war hypokaustiert, ein anderer (Raum B) verfügte über ein außen angebautes Praefurnium. Die Mauern waren in der Technik des Opus incertum errichtet worden und durchschnittlich 0,5 m dick.[7] Erst später wurde der Gebäudekomplex aufgrund seiner Nähe zur römischen Straße und der idealen Reiseentfernungen zu den Garnisonsorten Potaissa (rund 15 km) und Napoca (rund 21 km) als vermutliche Mansio interpretiert. Wie Adriana Panaite 2004 grundsätzlich erarbeitet hatte,[8] kann jedoch auch nicht ausgeschlossen werden, dass es sich bei dem Gebäude B um eine oder den Teil einer Villa rustica handelt.[3]
  - Gebäude G:[9]
In der Flur Locul lui Poţu, in Rufweite von Gebäude B entfernt, befindet sich dieses zumindest teilhypokaustierte dreiräumige Bauwerk. Ob ein struktureller Zusammenhang zwischen den Gebäuden bestand, ist nicht bekannt. Unter dem Fundmaterial befand sich auch ein Sestertius des Antoninus Pius für Faustina die Jüngere, der in den Jahren 149/150 geprägt worden war.[10]
  - Gebäude H:[11]
Gebäude H wurde aufgrund der Fundamente einer Steinmauer sowie von Funden verstreuter Ziegel- und Steinbruchstücke, vergesellschaftet mit römischer Keramik, identifiziert. Auch der Rest einer steinernen Säule wurde dort gefunden.[3]
  - Fundstelle 10:[12]
Am nördlichen Dorfende, in den Fluren La Izvoare und Butură wurde eine Menge römerzeitlicher Keramik geborgen. Es konnten jedoch keine Befunde identifiziert werden.[13]
  - Fundstelle 9:[14]
Zwischen den Gebäuden B und H war reichlich Fundmaterial vorhanden, jedoch ohne weitere Befunde. Darunter befanden sich Fragmente von Inschriften, zwei Waffen und einer Dreifußschale, sowie weitere Artefakte.[15][3]

- Zentraler Dorfbereich:
  - Fundstelle 8:[16]
Bei landwirtschaftlichen Arbeiten wurde dort gehäuft römische Keramik gefunden. Die folgenden Ausgrabungen förderten die Ecke der Fundamente eines Gebäudes zu Tage.[17]
  - Fundstelle 7:[18]
Diese umfang- und inhaltsreiche Fundstelle am westlichen, Podul de Piatră (Steinbrücke) genannten Rand der Gemeinde, wurde bereits 1913 von M. Roska ergraben. Er fand Spuren römischer Gebäude (Mauern, Steine, Ziegel), darunter ein Gebäude mit fünf Räumen, dessen Mauern in der Technik des Opus incertum errichtet, und dessen Böden mit Opus caementicium gestaltet waren. Unter den gefundenen Scherben befand sich das Fragment einer Amphore mit der Inschrift VIRGIN.[7][19]
  - Fundstelle 6:[20]
Fund einer weiblichen Terrakotta-Statuette römischer Provenienz im Garten der Reformierten Kirche.[21]

- Südlicher Dorfbereich:
  - Gebäude C:[22]
Gebäudespuren im Garten eines Hauses.[23]
  - Gebäude D:[24]
Dort wurde 7,10 m lange Mauer gefunden, die dieselbe Ausrichtung wie die römische Straße hatte und von der noch drei Steinreihen erhalten waren.[25]
  - Gebäude E[26] Gebäudespuren im Garten eines Hauses.[23][27]
  - Fundstelle 5:[28]
Römische Funde in den Gärten der Häuser.[29]
  - Fundstelle 4:[30]
Der Befund besteht aus dem 11,6 m langen Stück eines Abwasserkanals, oberhalb dessen Sandsteinbruchstücke eines dem IOM (Iupiter Optimus Maximus) geweihten Altars geborgen werden konnten.[31]

- Bereich der südlichen Ortsausfahrt:
  - Fundstelle 3:[32]
 Die Spuren mehrerer Steinmauern konnten dort beobachtet werden.[33]
  - Fundstelle 2:[34]
 Das mit Lehm gebundene Steinfundament eines 14,0 m mal 17,6 m (246 m²) messenden, mehrräumigen Gebäudes, dessen Aufgehendes aus einer Holzkonstruktion bestand und das mit Ziegeln eingedeckt war, wurde hier ergraben. Vergesellschaftet war der Befund mit zahlreichen Steinen, Ziegel- und Keramikfragmenten.[35]
  - Fundstelle 1:[36]
 Keramikfragmente unweit des Baches Togu.[37]

Ferner wurden im Gebiet zwischen den Dörfern Aiton, Rediu und Mărtineşti Ruinen einiger römischer Gebäude entdeckt, wahrscheinlich einer Villa Rustica, in denen sich Keramikfragmente und Ziegel (darunter einer mit dem Stempel der Legio V Macedonica) befanden. Und zwischen Aiton und dem Dorf Ceanu Mic wurde von einem Sondengänger eine sehr große Anzahl Metallgegenstände (Münzen, Schmuck, Gürtelschnallen, Knöpfe, Ringe, Fibeln etc.) gefunden.
Das Fundmaterial insgesamt zeugt von Vielfalt und einem gewissen Wohlstand, der wohl dem fruchtbaren Land, den nahe gelegenen Salzbergwerken von Cojocna und Potaissa, sowie den kommerziellen Möglichkeiten, die sich durch die Lage an der Fernstraße ergaben, zu verdanken war. Die Reihe der insgesamt nur fünf Fundmünzen setzt sich wie folgt zusammen:
| Prägung                                 | Datierung | Nominal |
| Hadrian                                 | 119–138   | As      |
| Antoninus Pius für Faustina die Ältere  | 141–164   | As      |
| Antoninus Pius für Faustina die Jüngere | 149–150   | Sesterz |
| Philippus Arabs                         | 244–249   | Sesterz |
| Theodosius I.                           | 379–395   | Solidus |

## Miliarium

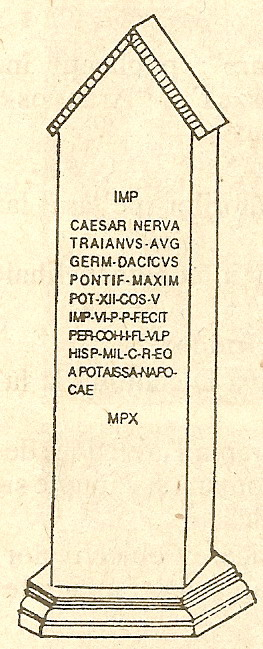
Zeichnung des Miliariums (nach Johann Seivert, 1773)

Auf dem Gebiet der Gemeinde Aiton war schon 1758 von dem Theologen Mihály Szathmári Pap das Miliarium entdeckt worden. Den Stein und seine Inschrift zeigte Pap erst 1773 dem Historiker Johann Seivert, der seinen Wert für die Wissenschaft erkannte und ihn zeichnerisch dokumentierte. Nur dadurch blieb er überliefert, da das Original im Laufe der Zeit verloren ging. Auch Seivert geriet in Vergessenheit und seine Zeichnung wurde erst zu Beginn der 1980er Jahre durch die Archäologin Iudita Winkler in der Zentralbibliothek von Cluj-Napoca wiederentdeckt und anschließend publiziert.
Der exakte Fundort des Meilensteins ist heute nicht mehr bekannt. Die Inschrift lautet:

“Imp(erator)/ Caesar Nerva/ Traianus Aug(ustus)/ Germ(anicus) Dacicus/ pontif(ex) maxim(us)/ pot(estate) XII co(n)s(ul) V/ imp(erator) VI p(ater) p(atriae) fecit/ per coh(ortem) I Fl(aviam) Vlp(iam)/ Hisp(anam) mil(liariam) c(ivium) R(omanorum) eq(uitatam)/ a Potaissa Napo/cae / m(ilia) p(assuum) X”

„Der Imperator Caesar Nerva Traianus Augustus (mit den Beinamen) Bezwinger Germaniens, Bezwinger Dakiens, Pontifex Maximus, zum zwölften Mal im Besitz der tribuzinischen Gewalt, zum fünften Mal Konsul, zum sechsten Mal Imperator, Vater des Vaterlands, hat dies durch die teilberittene, tausend Mann starke Cohors I Flavia Ulpia der Hispanier römischen Bürgerrechts errichten lassen; nach Potaissa in (der Region) Napoca zehn Meilen.“

Diese Lesung ist nicht ganz unstrittig. Üblicherweise wird der Ausdruck „Potaissa Napocae“ in der rumänischen Fachliteratur mit „von Potaissa nach Napoca“ übersetzt, da die Genitivform des Namens Napoca einen Ort ausdrückt (Genitivus locativus) und nicht, wie hier, eine Zugehörigkeit. Andererseits wird im Lateinischen die Richtung normalerweise durch den Akkusativ plus einer Präposition ausgedrückt, müsste in diesem Fall also „(ad) Napocam“ lauten. Daher kann die von Theodor Mommsen formulierte Hypothese nicht ausgeschlossen werden, dass Napoca (auch) der Name einer Region war, zu der die Ortschaft Potaissa gehörte.
Durch die genauen Angaben zu Trajans Regierung lässt sich die Inschrift auf die Jahre 107/108 datieren, als die hier genannte Cohors I Flavia Ulpia Hispanorum im Kontext der Erschließung der neu gewonnenen Provinz vermutlich am Bau der Straßenverbindung von Potaissa nach Napoca beteiligt war. Ein derartig gemischter Verband aus Reitern und Fußsoldaten eignete sich ausgezeichnet für eine solche Aufgabe: während die Kavalleristen das noch unbekannte Gebiet explorierten, konnten sich die Infanteristen dem eigentlichen Straßenbau widmen. Ein kleines Stück der Straße selbst konnte im Schulhof der Grundschule von Aiton nachgewiesen werden, wurde aber aus konservatorischen Gründen wieder mit Erde bedeckt.

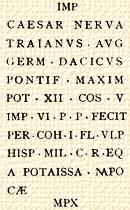
Inschrift des Miliariums (1773)
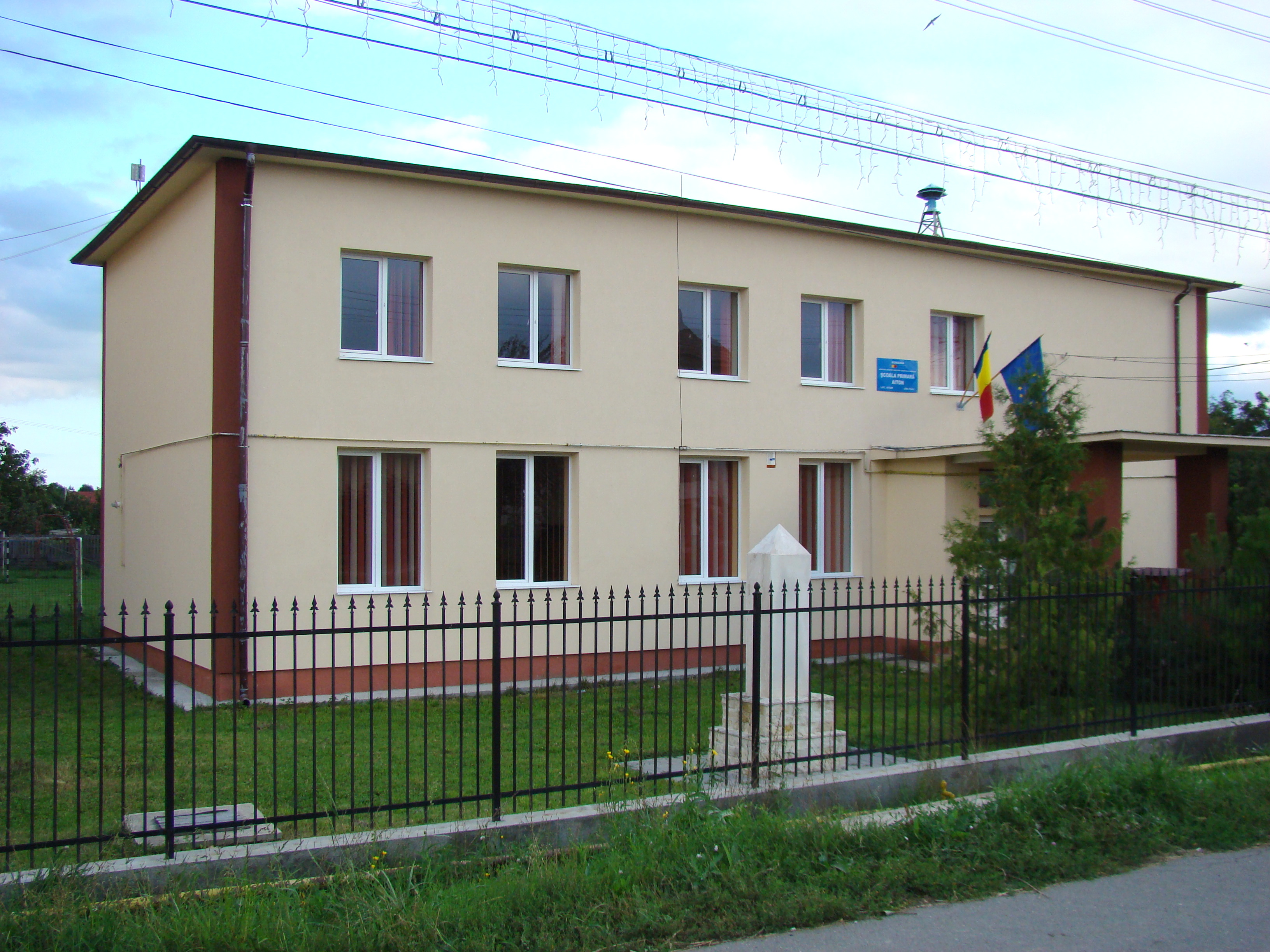
Nachbildung vor der Grundschule in Aiton
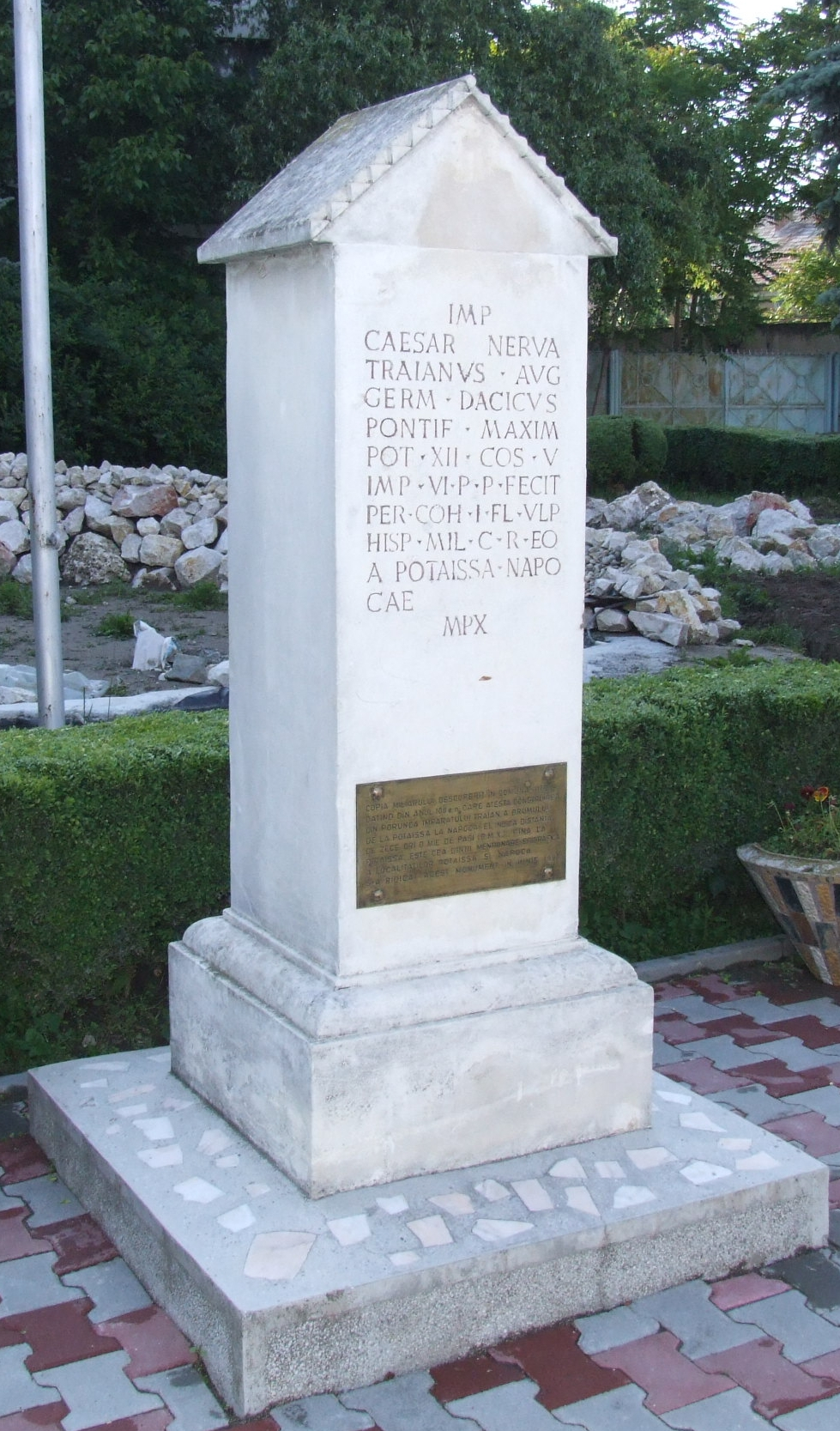
Nachbildung vor der Post in Turda

## Denkmalschutz
Die archäologischen Stätten von Turda sind nach dem 2001 verabschiedeten Gesetz Nr. 422/2001 als historische Denkmale unter Schutz gestellt und mit verschiedenen LMI-Codes in der nationalen Liste der historischen Monumente (Lista Monumentelor Istorice) eingetragen und es gibt einige RAN-Codes.
Florin Fodorean kritisierte 2015 das Fehlen zahlreicher Fundstellen und die Knappheit der Darstellung auf der Webpräsenz des Ministeriums, während andererseits unbedeutende, nur aus einigen Scherben bestehende Stellen aufgenommen worden seien. Nur durch eine quantitativ und qualitativ besser gestaltete Datenbank könne ein aussagekräftiges Bild gewonnen und künftige Zerstörungen verhindert werden.
Aktuell sind folgende Komplexe geschützt:
- CJ-I-s-B-06937: Şurilor (Wietenberg-Kultur, Turdaş-Kultur)
- CJ-I-s-B-06938: Deasupra Morii (Vorgeschichte, Römerzeit, Völkerwanderungszeit)
- CJ-I-s-A-06939: Entre Pâraie (Neolithikum, Tiszapolgár-Kultur, Wietenberg-Kultur)
- CJ-I-s-B-06940: La cruci (Chalkolithikum, Römerzeit, Mittelalter), RAN-Codes 55605.01,[53] 55605.02,[54] 55605.03,[55] 55605.04,[56] 55605.05,[57] 55605.06,[58] 55605.07,[59] 55605.08,[60] 55605.09,[61] 55605.10,[62] 55605.11,[63] 55605.12,[64] 55605.13,[65] 55605.14,[66] 55605.15,[21] 55605.16,[67] 55605.18,[68] 55605.20.[69]
- CJ-I-s-A-07153, RAN 55614.01: an der Grenze zum Nachbarort Rediu[70]
- CJ-I-s-A-07001, RAN 59782.02: an der Grenze zum Nachbarort Ceanu Mic[71]

Zuständig ist das Ministerium für Kultur und nationales Erbe (Ministerul Culturii și Patrimoniului Național), insbesondere das Generaldirektorat für nationales Kulturerbe, die Abteilung für bildende Kunst und die Nationale Kommission für historische Denkmäler sowie weitere, dem Ministerium untergeordnete Institutionen. Ungenehmigte Ausgrabungen sowie die Ausfuhr von antiken Gegenständen sind in Rumänien verboten.